# Leuchterspinne
Eine Leuchterspinne ist ein symmetrischer mehrarmiger Kerzenhalter, der an der Zimmerdecke leicht beweglich befestigt wird. Der Name ist dem spinnenähnlichen Aussehen der schlanken, gebogenen Arme zu verdanken, die die Kerzenteller tragen. Die Leuchterspinne ist eine spezielle Art der mehrarmigen Kronleuchter. Sie kann unbewegt herunterhängen oder mit Drehflügeln ausgestattet werden und funktioniert dann wie eine Weihnachtspyramide. Diese besondere Ausführung wird Dreh-Leuchterspinne, Deckenpyramide oder Decken-Laufleuchter genannt.

## Geschichte

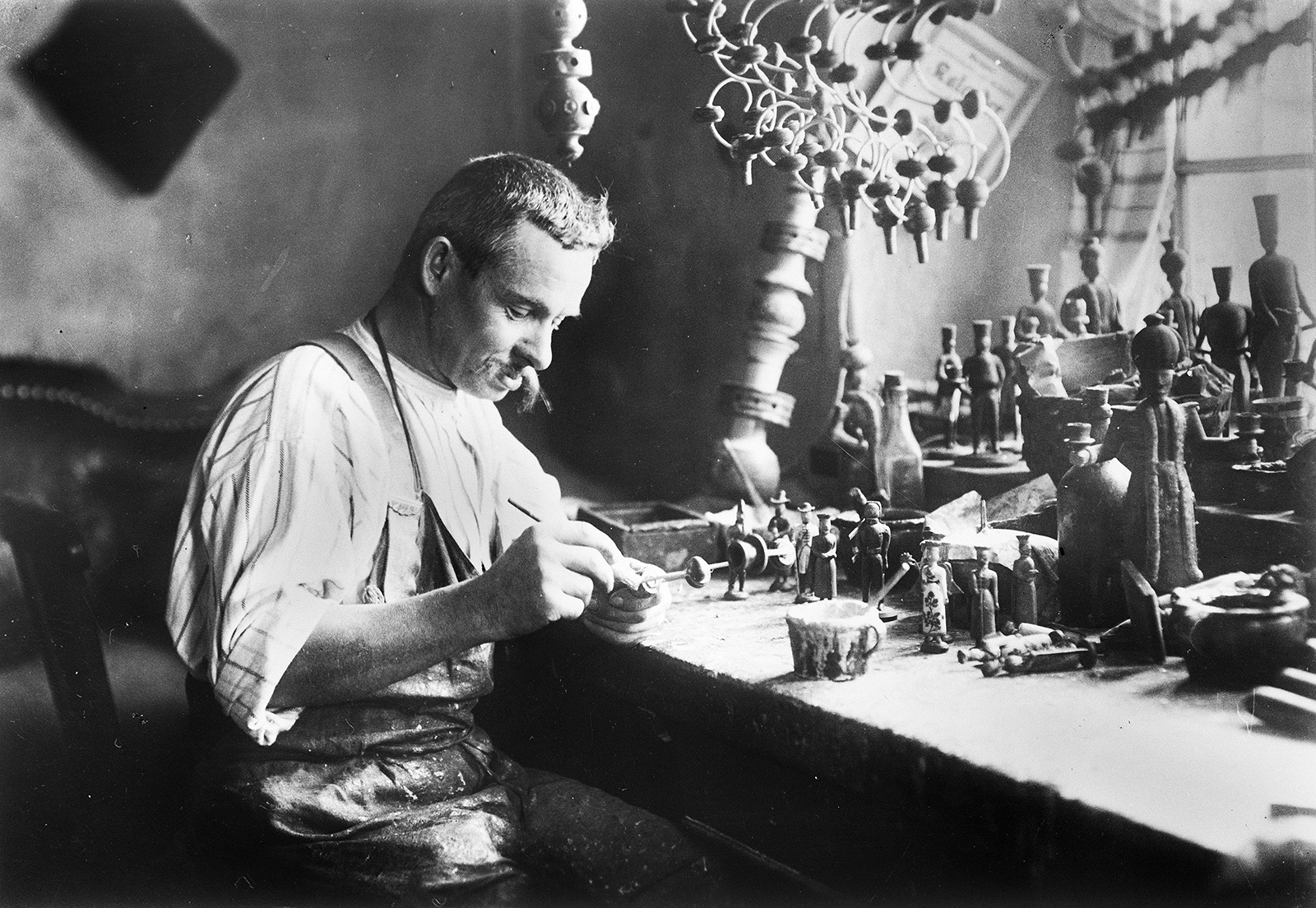
Männelmacher Gustav Louis Otto beim gewerbsmäßigen Bau von Leuchterspinnen (1915)

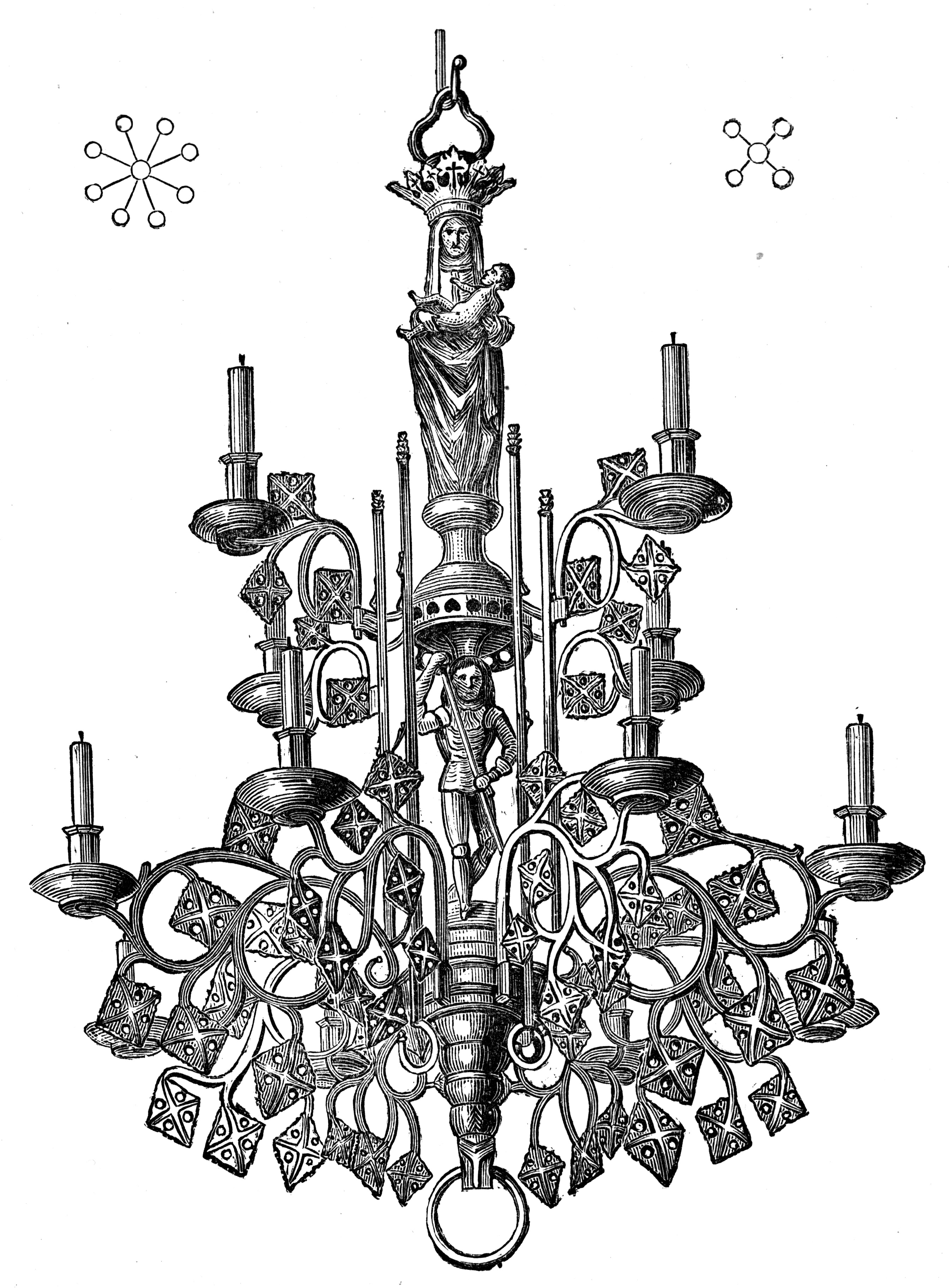
Historischer Kandelaber aus einer Klosterkirche in England (Bristol), vor 1882

Die Anfänge der Leuchterspinnen sind in den stehenden mehrteiligen Armleuchtern oder Kandelabern zu sehen, die es von tischgroß bis zu sehr groß als Straßenleuchten gibt. Das Aufhängen der Kerzenhalter kam in verschiedenen europäischen Regionen unabhängig voneinander auf. Deshalb werden sowohl der Stadtstaat Venedig als auch Böhmen oder Klöster als Ursprung in Betracht gezogen. Andere Quellen vermuten, dass die Spinnen auf die Grubenbeleuchtung in Bergwerken zurückgehen, bei der Kerzen oder Öllampen an Grubenhölzern befestigt wurden, oder dass sie eine vereinfachte Nachbildung prunkvoller Kirchenhängeleuchter „für den Hausgebrauch“ darstellen.
An der Decke aufgehängte Kerzenhalter schaffen Platz auf Tischen und können auch nicht umkippen. Sie verfügen über mehrere Arme und sind statisch ausbalanciert. Vor der Erfindung der Elektrizität wurden sie mit Kerzen aller Art bestückt und halfen bei einer gleichmäßigen Ausleuchtung der Räume. Die spezielle, zuerst achtarmige Ausführung kam im Erzgebirge etwa in der Mitte des 19. Jahrhunderts auf und wird bis heute dort als Volkskunst traditionell angefertigt. Genauere Angaben zur Herkunft der erzgebirgischen Leuchterspinnen sind nicht überliefert, man geht jedoch davon aus, dass die hängenden Leuchter mit den böhmischen Einwanderern in das sächsische Gebirge kamen. So könnten die mit Kristallglas reich geschmückten Lüster die Vorläufer der hölzernen Ausführungen gewesen sein. Die Holzleuchter waren billiger, ohne großen Aufwand von Einzelpersonen herzustellen, und Holz gab es genug.

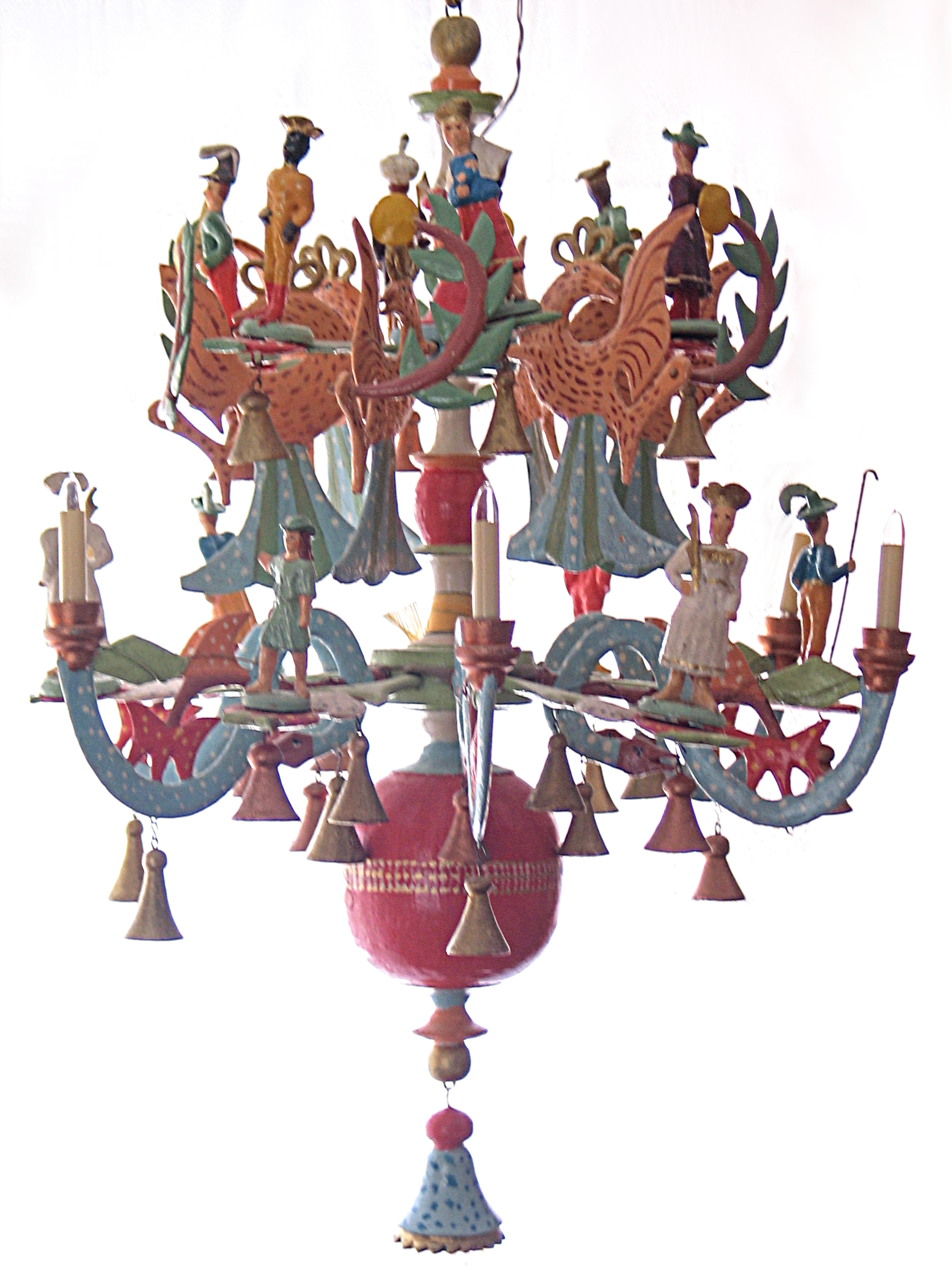
Leuchterspinne, mit elektrischer Beleuchtung

Inzwischen ist die Anzahl der Leuchterarme nicht mehr auf acht beschränkt; sie können in Etagen übereinander angeordnet sein. Außerdem befindet sich zwischen den Kerzenhaltern häufig weiterer Schmuck in Form von geschnitzten oder gedrechselten Kugeln, Perlen, Figürchen, Bäumchen oder Glöckchen. Die Holzteile sind entweder naturbelassen oder bemalt. Die Benutzung der Leuchterspinne erfolgt überwiegend in der dunklen Jahreszeit, bevorzugt im Advent oder zu Weihnachten. Ihre Bedeutung als erzgebirgische Weihnachtsdekoration blieb jedoch hinter Bergmann, Nussknacker, Räuchermännchen, Pyramiden und Schwibbögen zurück.
Anfänglich wurden die Leuchterspinnen ausschließlich mit Kerzen bestückt, aus Sicherheits- und Bequemlichkeitsgründen kamen aber schnell elektrische Kerzen zum Einsatz.

## Leuchterspinnen in den Medien
- Komplette Motiv-Briefmarkenserie mit 6 Werten und einem Kleinbogen, ausgegeben von der DDR-Post im November 1989 (siehe Einleitungsbilder)